# Sotalol
Le sotalol est une molécule utilisée comme médicament antiarythmique .

## Pharmacologie
L'énantiomère l-sotalol agit comme bêta-bloquant avec une activité sur le canal potassique ce qui explique sa classification d'antiarythmique de classe III. Le d-sotalol quant à lui a une activité seulement sur le canal potassique, expliqué par un des pharmacophores actifs du sotalol, soit son groupement méthane sulfonanilide. Cet énantiomère n'a aucune activité bêta-bloquante.

## Efficacité
Le sotalol est utilisé dans la prévention des troubles du rythme cardiaque. À l'étage supra ventriculaire, il diminue le risque de récidive d'une fibrillation atriale, tout en étant inférieur à l'amiodarone dans cette indication. À l'étage ventriculaire, il réduit le risque de survenue d'une tachycardie ventriculaire mais augmente la mortalité après un infarctus du myocarde avec une fraction d'éjection basse.

## Effets secondaires
Comme tout bêta-bloquant, il peut entraîner une bradycardie excessive. Il a également un effet pro-arythmique, c'est-à-dire qu'il peut favoriser la survenue d'autres troubles du rythme comme des torsades de pointe.